# Hilarije od Arlesa
Hilarije od Arlesa (fra. Hilaire d'Arles; oko 403. - oko 449.), biskup Arlesa i svetac. Poznat je po tome što je nastojao učvrstiti kršćanstvo u tadašnjoj Galiji. 

## Životopis
Odrastao je u obitelji grčkog podrijetla i služio u rimskoj carskoj upravi prije nego što se priključio asketskoj kršćanskoj zajednici sv. Honorata na otoku Lerins. Godine 429. je protiv svoje volje izabran za biskupa Arlesa. Na tom mjestu se borio protiv pelagijanstva i nastojao disciplinirati druge kršćanske biskupe u Galiji, izazvavši spor oko nadležnosti. 
Kada je smijenio Helidonija, biskupa današnjeg Besançona, Helidonije se žalio papi Lavu I. koji je presudio u njegovu korist, te Hilariju oduzeo nadležnosti. Usprkos toga, do kraja života je zbog pobožnosti uživao veliki ugled među vjernicima, a kasnije je proglašen svecem.

## Vanjske poveznice
- Opera Omnia by Migne Patrologia Latina with analytical indexes